# Чеботар Дмитро Олександрович
Дмитро́ Олекса́ндрович Чебота́р (нар. 10 листопада 1987, Одеса) — український балетмейстер, лауреат Премії ім. А. Ф. Шекери у галузі хореографічного мистецтва (2016).

## Життєпис
Народився 10 листопада 1987 в Одесі.
Танцює з чотирьох років. Закінчив Одеську міську балетну школу, після чого переїхав до Києва, де пройшов курс навчання класичному танцю в Академії танцю імені Сержа Лифаря і в хореографічному коледжі «Кияночка». Після закінчення навчання отримав запрошення до Македонського театру опери і балету, де працював кілька років.
Згодом повернувся до Києва, де його прийняли до трупи Національного театру опери і балету імені Т. Г. Шевченка.
2016 року він став лауреатом Премії ім. А. Ф. Шекери у галузі хореографічного мистецтва.

## Родина
Старший брат Чеботар Георгій Олександрович (нар. 4.11.1983) — балетмейстер, викладач, директор Одеської хореографічної школи, майстер спорту, танцюрист міжнародного класу зі спортивних бальних танців, призер і фіналіст чемпіонатів України і Європи.

## Репертуар
- Абдерахман («Раймонда» О. Глазунова)
- Альвізо («Танець годин», балетна сюїта з опери А. Понкіеллі «Джоконда»)
- Базиль («Дон Кіхот» Л. Мінкуса)
- Воланд («Майстер і Маргарита» на музику різних композиторів)
- Граф Альмавіва («Весілля Фігаро» В. А. Моцарта)
- Кавалер («Спляча красуня» П. Чайковського)
- Перелесник («Лісова пісня» М. Скорульського)
- Ротбард («Лебедине озеро» П. Чайковського)
- Степан, Князь («Лілея» К. Данькевича)
- Хозе («Кармен-сюїта» Ж. Бізе — Р. Щедріна)